# 斉藤英治
斉藤 英治（さいとう えいじ、1940年1月22日 - ）は、日本の脳トレーニングに関する文筆家。

## 来歴
山形市生まれ。東北大学卒業後、武田薬品工業にてビタミンと脳科学の研究開に従事、ついでピップフジモト研究部部長、健康英知研究所所長。
日本綜合医学会常任理事、日本健康科学学会理事を20年務める。
1989年日本大学医学博士。学校法人エール学園IMGS大学院大学教授。

## 著書
- 『月に50冊読める速読術 本はやはり情報の宝庫だった』徳間ブックス 1988　「すごい速読術 ひと月に50冊本を読む方法」ソフトバンク文庫
- 『オトコは単身赴任で男になる 一人だからこそ出来た<ライフワーク>への道』徳間ブックス 1989
- 『受験生のための頭をよくする強脳食』ケイブンシャブックス 1989
- 『全脳速読法 QC理論応用、奇跡の斉藤式』広済堂ブックス 1990
- 『右脳パワー強化術 記憶力・発想力を高めるアルファ脳波があなたの頭脳を変える! かしこい頭をつくる』日本文芸社 1990
- 『黙示録の大予言 終末の独裁支配者はEC十二カ国から出現する』広済堂ブックス 1991
- 『メンタルパワー強化術 潜在能力にカツを入れる! ストレスを活用して自己実現を達成するノウハウ』日本文芸社 1994
- 『ワープロらくらくスピードタイピング 右脳イメージ記憶法であなたもブラインド・タッチの達人!』日本文芸社 1995
- 『「脳力」アップ超速読術 「速読力」と「速解力」で「即成果」!』日本文芸社 1997
- 『カンタンスラスラべんり速読術』日本実業出版社 1998
- 『最強の速読術 ビジネスマン、受験生のための絶対ノウハウ』河出書房新社 Kawade夢新書 1999
- 『知っててよかった!いまどきの健康常識うそ・ホント』河出書房新社 Kawade夢文庫 2000
- 『病気を見つける全身チェック本 体の危険信号は意外な症状に現れる』河出書房新社 Kawade夢文庫 2000
- 『ホワイトハウスの記憶速読術』双葉社 ふたばらいふ新書 2001
- 『頭の回転が良くなる10倍速読術』ベストセラーズ 2002
- 『速読・速考・速発信の技術 あなたの脳を鍛える』東京書籍 2002
- 『超聴き・超読みで頭の回転がみるみる良くなる!』日本実業出版社 2002
- 『図解ホワイトハウスの記憶速読術 ギネスno.1速読術』双葉社スーパームック 2003
- 『食べるだけで若返る健康食 美しさ、はつらつさを保つ食べ物と食べ方』河出書房新社 Kawade夢新書 2003
- 『右脳と左脳が同時に目覚める「超聴き」トレーニング』三笠書房知的生きかた文庫 2003
- 『10倍読むのが速くなる速読のスキル』あさ出版 2004
- 『「右脳」英語超聴きトレーニング 上達が不思議なほど早い!』三笠書房知的生きかた文庫 2004
- 『「超聴き・超読み」なら何歳になっても脳力はアップする!』全日出版 2004
- 『いい睡眠は、いい人生をつくる』三笠書房知的生きかた文庫 2005
- 『王様の速読術 1冊30分でも必要な知識は吸収できる』ダイヤモンド社 2006　のち三笠書房知的生きかた文庫
- 『最強の速読術 理論もトレーニング法もひと目でわかるイラスト図解版』河出書房新社 2006
- 『図解王様の「ブレイン・マッピング」』三笠書房 2006
- 『勉強と仕事の能率をグングン上げる分割睡眠法』PHP研究所 2006
- 『世界一わかりやすい「速読」の教科書』三笠書房 2010
- 『世界一上達が速い「英語耳」勉強法』三笠書房 2011
- 『世界一たのしい「超!速読」勉強法』三笠書房 2013
- 『斉藤式高速仕事術』扶桑社 2014